# Anaceratagallia karakolensis
Anaceratagallia karakolensis är en insektsart som beskrevs av Dubovsky 1984. Anaceratagallia karakolensis ingår i släktet Anaceratagallia och familjen dvärgstritar. Inga underarter finns listade i Catalogue of Life.